# المشنة (مناخة)

تعديل مصدري - تعديل

المشنة هي إحدى قرى عزلة المغارب السفلى بمديرية مناخة التابعة لمحافظة صنعاء، بلغ تعداد سكانها 46 نسمة حسب تعداد اليمن لعام 2004.